# 좌 (성씨)
좌(左)씨는 중국과 한국의 성씨이며 본관은 제주(청주)가 유일하다.

## 기원
좌씨(左氏)는 고대 중국 노나라 때의 태사 좌구명(左丘明)에서 비롯되었다고 한다. 문헌에 의하면 그는 유명한 《춘추좌씨전》(春秋左氏傳)을 주석한 대학자이자 유학자로 후배인 공자도 그의 영향을 크게 받은 것으로 전해진다.

## 제주 좌씨/청주 좌씨
시조 좌형소(左亨蘇)는 1270년경 고려 말기 원나라 천관시랑(天官侍郞)으로 탐라(耽羅) 목마장(牧馬場)의 감목관(監牧官)으로 부임하여 제주(濟州)에 정착한 것이 시초라고 전해진다. 그는 조상이 살아오던 고대 행정구역 산동성 청주(靑州)를 본관으로 할 것을 유언으로 남겨 후손들이 청주를 관향으로 삼아왔으나 1922년 조선 호적령에 따라 청주(靑州)라는 지명이 한국에 없기 때문에 음이 같은 청주(淸州)로 본관을 바꾸었다. 한국의 좌씨 발생지는 제주(濟州)이고 이들의 정체성도 한국의 제주(濟州)이기 때문에 일부는 자손 대대로 살아온 제주(濟州)를 본관으로 삼아 세계를 이어왔다. 

## 인물
- 좌종당(左宗棠, 1812년 ~ 1885년) : 청나라 말기 정치가
- 좌시우 : 조선 말기 유학자‧항일운동가.
- 좌승희 : 대한민국 경제학자